# Manuel Orantes
Manuel Orantes (Granada, 6 de fevereiro de 1949) é um ex-tenista profissional espanhol.

## Grand Slam finais

### Simples: 1 (1 título)
| Resultado | Ano | Campeonato | Piso             | Oponente      | Placar                       |
| Campeão   | 1.  | 1975       | US Open          | Jimmy Connors | 6–4, 6–3, 6–3                |
| Vice      | 2.  | 1974       | Aberto da França | Björn Borg    | 6–2, 7–6(7–1), 0–6, 1–6, 1–6 |

## Simples: 68 (33–35)
| Resultado | N.  | Data | Campeonato                     | Piso     | Oponente          | Placar                    |
| --------- | --- | ---- | ------------------------------ | -------- | ----------------- | ------------------------- |
| Campeão   | 1.  | 1969 | Barcelona, Espanha             | Saibro   | Manuel Santana    | 6–4, 7–5, 6–4             |
| Vice      | 1.  | 1970 | Monte Carlo, Mônaco            | Saibro   | Željko Franulović | 4–6, 3–6, 3–6             |
| Vice      | 2.  | 1970 | Buenos Aires, Argentina        | Saibro   | Željko Franulović | 4–6, 2–6, 0–6             |
| Vice      | 3.  | 1971 | Caracas, Venezuela             | Saibro   | Thomaz Koch       | 6–7, 1–6, 3–6             |
| Campeão   | 2.  | 1971 | Barcelona, Esoanha             | Saibro   | Robert Lutz       | 6–4, 6–3, 6–4             |
| Campeão   | 3.  | 1972 | Caracas, Venezuela             | Duro     | Haroon Rahim      | 6–4, 7–5, 6–4             |
| Vice      | 4.  | 1972 | Johannesburg, África do Sul    | Duro     | Cliff Richey      | 4–6, 5–7, 6–3, 4–6        |
| Campeão   | 4.  | 1972 | Roma, Itália                   | Saibro   | Jan Kodeš         | 4–6, 6–1, 7–5, 6–2        |
| Campeão   | 5.  | 1972 | Bruxelas, Bélgica              | Saibro   | Andrés Gimeno     | 6–4, 6–1, 2–6, 7–5        |
| Campeão   | 6.  | 1972 | Hamburg, Alemanha              | Saibro   | Adriano Panatta   | 6–3, 9–8, 6–0             |
| Campeão   | 7.  | 1972 | Båstad, Suécia                 | Saibro   | Ilie Năstase      | 6–4, 6–3, 6–1             |
| Vice      | 5.  | 1972 | South Orange, EUA              | Duro     | Ilie Năstase      | 4–6, 4–6                  |
| Vice      | 6.  | 1972 | Barcelona, Espanha             | Saibro   | Jan Kodeš         | 3–6, 2–6, 3–6             |
| Campeão   | 8.  | 1973 | Valencia, Espanha              | Saibro   | Adriano Panatta   | 6–4, 6–4, 6–3             |
| Campeão   | 9.  | 1973 | Nice, França                   | Saibro   | Adriano Panatta   | 7–6, 5–7, 4–6, 7–6, 12–10 |
| Vice      | 7.  | 1973 | Roma, Itália                   | Saibro   | Ilie Năstase      | 1–6, 1–6, 1–6             |
| Vice      | 8.  | 1973 | Båstad, Suécia                 | Saibro   | Stan Smith        | 4–6, 2–6, 6–7             |
| Vice      | 9.  | 1973 | Kitzbühel, Áustria             | Saibro   | Raúl Ramírez      | ABN                       |
| Campeão   | 10. | 1973 | Louisville, EUA                | Saibro   | John Newcombe     | 3–6, 6–3, 6–4             |
| Vice      | 10. | 1973 | Cincinnati, EUA                | Saibro   | Ilie Năstase      | 7–5, 3–6, 4–6             |
| Campeão   | 11. | 1973 | Indianapolis, EUA              | Saibro   | Georges Goven     | 6–4, 6–1, 6–4             |
| Vice      | 11. | 1973 | Toronto, Canadá                | Saibro   | Tom Okker         | 3–6, 2–6, 1–6             |
| Vice      | 12. | 1973 | Barcelona, Espanha             | Saibro   | Ilie Năstase      | 6–2, 1–6, 6–8, 4–6        |
| Vice      | 13. | 1974 | French Open, Paris             | Saibro   | Björn Borg        | 6–2, 7–6, 0–6, 1–6, 1–6   |
| Vice      | 14. | 1974 | Gstaad, Suíça                  | Saibro   | Guillermo Vilas   | 1–6, 2–6                  |
| Vice      | 15. | 1974 | Toronto, Canadá                | Saibro   | Guillermo Vilas   | 4–6, 2–6, 3–6             |
| Vice      | 16. | 1974 | Barcelona, Espanha             | Saibro   | Ilie Năstase      | 6–8, 7–9, 3–6             |
| Vice      | 17. | 1974 | Buenos Aires, Argentina        | Saibro   | Guillermo Vilas   | 3–6, 6–0, 5–7, 2–6        |
| Campeão   | 12. | 1975 | Cairo, Egito                   | Saibro   | François Jauffret | 6–0, 4–6, 6–1, 6–3        |
| Campeão   | 13. | 1975 | Monte Carlo, Mônaco            | Saibro   | Bob Hewitt        | 6–2, 6–4                  |
| Vice      | 18. | 1975 | Valencia, Espanha              | Saibro   | Ilie Năstase      | 3–6, 0–6                  |
| Vice      | 19. | 1975 | Madrid, Espanha                | Saibro   | Ilie Năstase      | 6–7, 1–6, 6–2, 3–6        |
| Campeão   | 14. | 1975 | Bournemouth, Reino Unido       | Saibro   | Patrick Proisy    | 6–3, 4–6, 6–2, 7–5        |
| Campeão   | 15. | 1975 | Hamburg, Alemanha              | Saibro   | Jan Kodeš         | 3–6, 6–2, 6–2, 4–6, 6–1   |
| Vice      | 20. | 1975 | Roma, Itália                   | Saibro   | Raúl Ramírez      | 6–7, 5–7, 5–7             |
| Campeão   | 16. | 1975 | Båstad, Suécia                 | Saibro   | José Higueras     | 6–0, 6–3                  |
| Campeão   | 17. | 1975 | Indianapolis, EUA              | Saibro   | Arthur Ashe       | 6–2, 6–2                  |
| Campeão   | 18. | 1975 | Toronto, Canadá                | Saibro   | Ilie Năstase      | 7–6, 6–0, 6–1             |
| Campeão   | 19. | 1975 | US Open, Nova York             | Saibro   | Jimmy Connors     | 6–4, 6–3, 6–3             |
| Vice      | 21. | 1975 | Toquio, Japão                  | Saibro   | Raúl Ramírez      | 4–6, 5–7, 3–6             |
| Vice      | 22. | 1975 | Calcutta, Índia                | Saibro   | Vijay Amritraj    | 5–7, 3–6                  |
| Campeão   | 20. | 1976 | Valencia, Espanha              | Saibro   | Kjell Johansson   | 6–2, 6–2, 6–2             |
| Campeão   | 21. | 1976 | Munich, Alemanha               | Saibro   | Karl Meiler       | 6–1, 6–4, 6–1             |
| Vice      | 23. | 1976 | Bournemouth, Reino Unido       | Saibro   | Wojtek Fibak      | 2–6, 9–7, 2–6, 2–6        |
| Vice      | 24. | 1976 | Hamburgo, Alemanha             | Saibro   | Eddie Dibbs       | 4–6, 6–4, 1–6, 6–2, 1–6   |
| Vice      | 25. | 1976 | Düsseldorf, Alemanha           | Saibro   | Björn Borg        | 2–6, 2–6, 0–6             |
| Vice      | 26. | 1976 | Pepsi Grand Slam, Myrtle Beach | Saibro   | Ilie Năstase      | 4–6, 3–6                  |
| Campeão   | 22. | 1976 | Kitzbühel, Áustria             | Saibro   | Jan Kodeš         | 7–6, 6–2, 7–6             |
| Campeão   | 23. | 1976 | Tehran, Irã                    | Saibro   | Raúl Ramírez      | 7–6, 6–0, 2–6, 6–4        |
| Campeão   | 24. | 1976 | Madrid, Espanha                | Saibro   | Eddie Dibbs       | 7–6, 6–2, 6–1             |
| Campeão   | 25. | 1976 | Barcelona, Espanha             | Saibro   | Eddie Dibbs       | 6–1, 2–6, 2–6, 7–5, 6–4   |
| Vice      | 27. | 1976 | Londres, Reino Unido           | Carpete  | Raúl Ramírez      | 3–6, 4–6                  |
| Vice      | 28. | 1976 | Stockholm Open, Suécia         | Duro (i) | Mark Cox          | 6–4, 5–7, 6–7             |
| Campeão   | 26. | 1976 | Masters, Houston               | Carpete  | Wojtek Fibak      | 5–7, 6–2, 0–6, 7–6, 6–1   |
| Vice      | 29. | 1977 | Hamburg, Alemanha              | Saibro   | Paolo Bertolucci  | 3–6, 6–4, 2–6, 3–6        |
| Vice      | 30. | 1977 | North Conway, EUA              | Saibro   | John Alexander    | 6–2, 4–6, 4–6             |
| Campeão   | 27. | 1977 | Indianapolis, EUA              | Saibro   | Jimmy Connors     | 6–1, 6–3                  |
| Campeão   | 28. | 1977 | Boston, EUA                    | Saibro   | Eddie Dibbs       | 7–6, 7–5, 6–4             |
| Vice      | 31. | 1977 | Barcelona, Espanha             | Saibro   | Björn Borg        | 2–6, 5–7, 2–6             |
| Campeão   | 29. | 1977 | Toquio Outdoor, Japão          | Saibro   | Kim Warwick       | 6–2, 6–1                  |
| Vice      | 32. | 1977 | Manila, Filipinas              | Duro     | Karl Meiler       | Def.                      |
| Campeão   | 30. | 1978 | Boston, EUA                    | Saibro   | Harold Solomon    | 6–4, 6–3                  |
| Campeão   | 31. | 1979 | Munich, Alemanha               | Saibro   | Wojtek Fibak      | 6–3, 6–2, 6–4             |
| Vice      | 33. | 1979 | Madrid, Espanha                | Saibro   | Yannick Noah      | 3–6, 7–6, 3–6, 2–6        |
| Vice      | 34. | 1980 | Nice, França                   | Saibro   | Björn Borg        | 2–6, 0–6, 1–6             |
| Campeão   | 32. | 1981 | Palermo, Itália                | Saibro   | Pedro Rebolledo   | 6–4, 6–0, 6–0             |
| Campeão   | 33. | 1982 | Bournemouth, Reino Unido       | Saibro   | Ángel Giménez     | 6–2, 6–0                  |
| Vice      | 35. | 1983 | Nice, França                   | Saibro   | Henrik Sundström  | 5–7, 6–4, 3–6             |